# John Camden Neild
John Camden Neild est un célèbre avare excentrique et avocat britannique né en 1780 à Londres et décédé le 30 août 1852 dans la même ville.

## Biographie
John Camden Neild, fils de James Neild, réformateur des prisons, est probablement né à St James's Street à Londres, vers 1780. Il reçoit une éducation à Eton de 1793 à 1797, puis au Trinity College à Cambridge. Il y obtient son diplôme en 1801, et se voit décerner son titre honorifique de Master of Arts, trois ans plus tard, comme c'est la norme à Cambridge. Le 9 février 1808 il est admis au barreau de Lincoln's Inn.
En héritant, en 1814, de l'ensemble de la fortune de son père, estimée à 250 000 livres sterling, il est devenu un avare confirmé, et les trente dernières années de sa vie ont uniquement été consacrées à l'accumulation de richesses. Il habite une grande maison au 5 de la Cheyne Walk à Chelsea, mais elle si peu meublée, qu'il se retrouve même sans lit pendant un certain temps. Il porte un habit bleu à queue d'hirondelles avec des boutons dorés, un pantalon marron, des guêtres courtes et des chaussures souvent rapiécées et usées. Il ne permet jamais que ses vêtements soient brossés, car, disait-il, cela détruirait le duvet. Il visite continuellement ses nombreuses propriétés, marchant chaque fois que possible. Il ne dépense jamais pour un grand manteau, et séjourne toujours chez ses locataires, partageant leurs repas grossiers et leur logement. Vers 1828, à North Marston, il tente de se trancher la gorge, et sa vie n'est sauvée que grâce à l'intervention rapide de la femme de son locataire, Mme Neale. Contrairement à d'autres avares éminents tels que Daniel Dancer ou Hetty Green, il se permet parfois des actes de bienveillance, possédait une connaissance considérable en littérature juridique et générale, et garde jusqu'à la fin son amour pour les classiques.
Il décède dans sa demeure de Cheyne Walk, le 30 août 1852, à l'âge de 72 ans, et est enterré dans le chœur de l'église de North Marston le 9 septembre suivant, conformément à son testament. Après avoir légué quelques maigres héritages, il laisse l'ensemble de sa fortune, estimée à 500 000 livres à « Sa Très Gracieuse Majesté la Reine Victoria, priant Sa Majesté de bien vouloir accepter la même pour son usage exclusif et son bénéfice ». Deux réserves sont ensuite formulée contre ce testament, mais elles sont annulées. La reine Victoria augmenté les legs de Neil aux trois exécuteurs testamentaires de 100 à 1 000 £ chacun, elle pourvoit à ses domestiques, pour lesquels il n'avait fait aucune déposition, et assure une rente viagère de 100 £ à Mme Neale, qui l'avait empêché de se suicider. En 1855, la reine Victoria restaure le chœur de l'église de North Marston et fait installer une fenêtre à la mémoire de John Camden Neild.